# Las Delicias (Santa Cruz de Tenerife)
Las Delicias es un barrio de la ciudad de Santa Cruz de Tenerife (Tenerife, Canarias, España), que se encuadra administrativamente dentro del distrito de Ofra-Costa Sur. 
El barrio limita al norte con la avenida Príncipes de España, al oeste con los barrios de Las Cabritas, San Pío X y Juan XXIII, al este con Chimisay y Miramar, y al sur limita con la TF-5, Miramar y García Escámez.
La parcelación del barrio se aprobó en 1936.

## Demografía
| 2004  | 2005  | 2006  | 2007  | 2008  | 2009  | 2010  |
| ----- | ----- | ----- | ----- | ----- | ----- | ----- |
| 4.303 | 4.248 | 3.879 | 3.775 | 3.753 | 3.675 | 3.677 |